# Zephyranthes longifolia
Zephyranthes longifolia là một loài thực vật có hoa trong họ Amaryllidaceae. Loài này được Hemsl. miêu tả khoa học đầu tiên năm 1880.